# Flemming Eskildsen
Flemming Eskildsen (født 13. september 1948 i Dammelstrup på Djursland) har siden 2007 frem til 2013 været borgmester i Skive Kommune, valgt for Venstre.
Flemming Eskildsen blev færdig uddannet folkeskolelærer i 1971 på Nørre Nissum Seminarium. Derefter var han soldat ved Nørre Jyske Artilleriregiment i Skive fra 1971 til 1972. Han har været ansat på forskellige skoler rundt om i landet.
Var i perioden 1990 – 2006 borgmester i Sundsøre Kommune, og var i en periode formand for kommuneforeningen Det Skæve Danmark.